# Strahlenkranzmadonna (Aachener Dom)

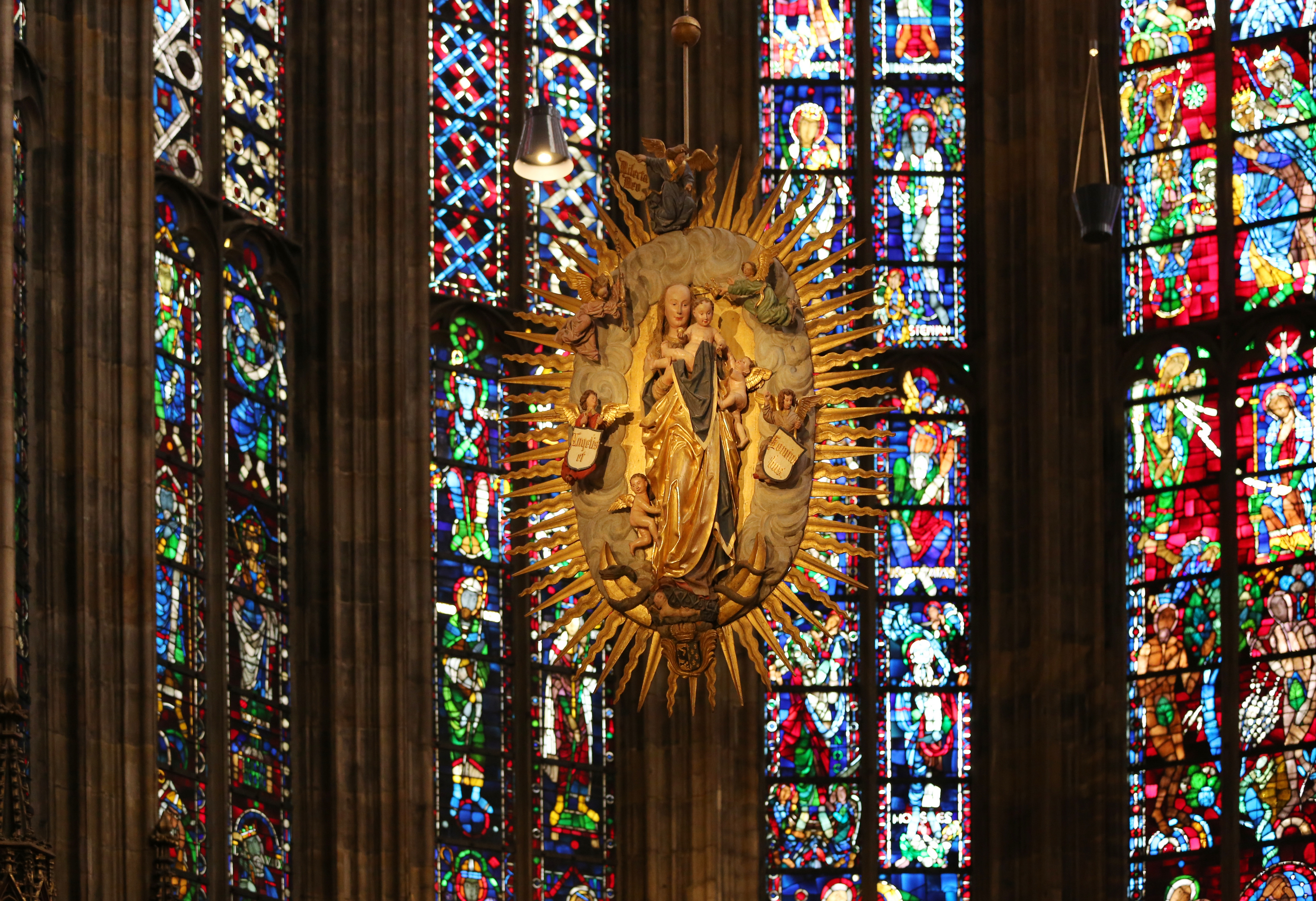
Dem Oktogon zugewandte Seite der Strahlenkranzmadonna im Domchor zu Aachen

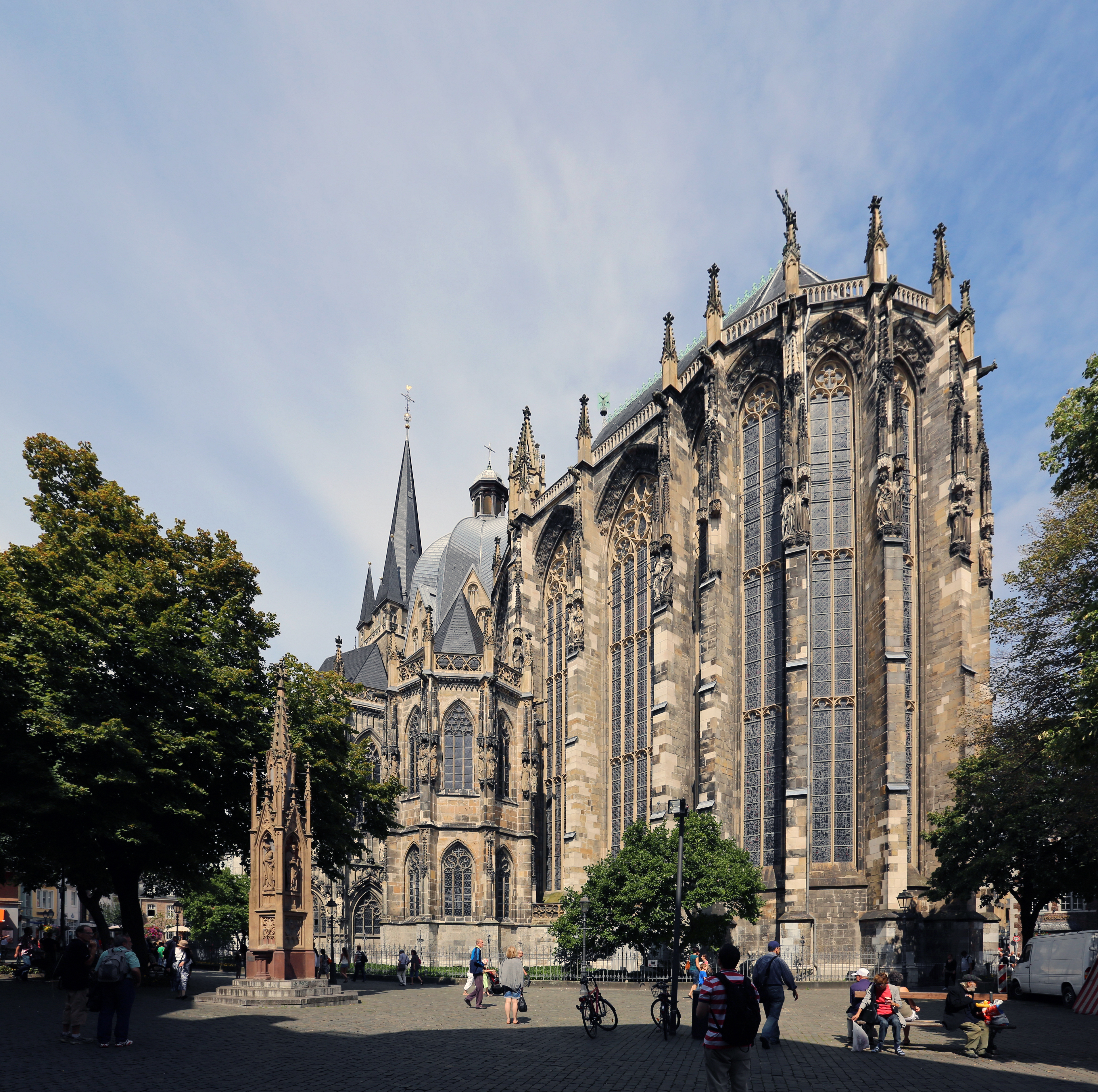
Chorhalle des Aachener Doms, Stammplatz der Strahlenkranzmadonna seit 1524

Das heute als Strahlenkranzmadonna bekannte Kunstwerk ist eine Doppelskulptur der Muttergottes mit Kind in der Chorhalle des Aachener Domes. Sie wurde 1524 durch den im Limburgischen Maastricht beheimateten Bildschnitzer Jan van Steffeswert (etwa 1465–1531) geschaffen und zur Verehrung Mariens im hohen, 1414 eingeweihten Chor des Aachener Domes befestigt. Heute nimmt das Ensemble in der Rangfolge der kostbaren Kunstwerke des Kirchenschatzes der Domkirche einen hohen Stellenwert ein. Die geschaffenen Madonnenskulpturen schmückten von alters her den gotischen Chor des Domes, wobei die mit Engeln bestückte Vorderseite der Strahlenkranzmadonna (auch Mondsichelmadonna genannt) in Richtung des Oktogons ausgerichtet wurde und die Madonna der Rückseite den Blick ehemals dem in der Apsis des Chores aufgestellten Altar zuwandte. Die heutige Präsentation des Doppelbildnisses ist jedoch im Wesentlichen die ursprüngliche Form des frühen 16. Jahrhunderts und nimmt seitdem unverändert den gleichen Platz im Chor des Aachener Domes ein.

## Entstehungskontext und Auftraggeber

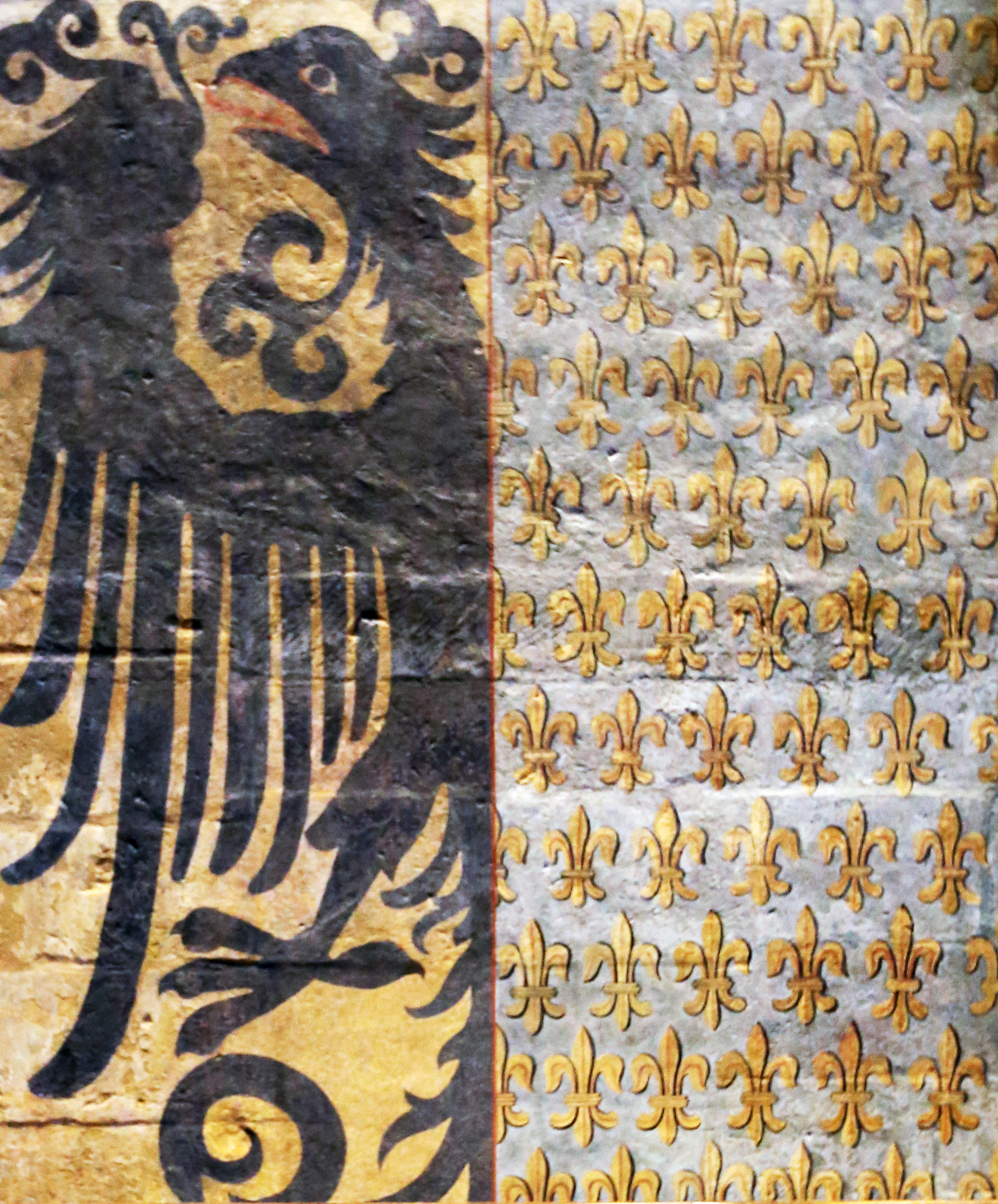
Wappen des ehemaligen Marienstifts

Aus einer Urkunde des Düsseldorfer Staatsarchivs geht hervor, dass kurz nach der Krönung Karls IV. zum Römischen König im Aachener Münster das Kapitel des dortigen Marienstiftes den Beschluss zum Bau der Chorhalle fasste. In der Urkunde begründete unter anderen Propst Gerhard von Virneburg (später auch Domherr zu Köln) den Entschluss damit, dass die stetig anwachsende Pilgerschar von der Pfalzkapelle nicht mehr bewältigt werden könne.
Das dann realisierte prachtvolle Bauwerk füllte sich mit der Zeit mit Kunstschätzen sakraler oder profaner Art, die teilweise schon zu karolingischer Zeit das Aachener Münster zierten. Hierzu zählen bekannte Stiftungen wie die Heinrichskanzel aus dem 11. oder der Barbarossaleuchter aus dem 12. Jahrhundert. Zu den vielen Kostbarkeiten reihte sich im Jahr 1524 die Strahlenkranzmadonnen des Künstlers Steffeswert. Möglicherweise entstand das Kunstwerk als Auftrag eines Gönners an das Aachener Marienstift, oder das Stiftskapitel selbst war der Auftraggeber, denn die Vorderseite des Kunstwerks zeigt das unverkennbare Wappen des Stiftes.

## Untersuchungen und Restaurierung 1996–1998
Im Spätherbst 1996 begannen bauliche Sanierungsarbeiten an und in der Aachener Chorhalle des Domes. Im Zuge der vorbereitenden Maßnahmen wurde im November 1996 die im Chor schwebende Plastik der Doppelmadonna abgenommen und zur geplanten Restaurierung abtransportiert. Die geplanten und bis in das Jahr 1999 andauernden Sicherungsmaßnahmen und Untersuchungen des Madonnenensembles wurden als dringend erforderlich erachtet und waren vielfältiger Art. Sie umfassten die Sicherung der aktuellen Farbfassung des Bildwerks, den Zustand des Gestänges. Dazu überprüfte man auch den Bestand aller Komponenten des im Kern nach wie vor spätgotischen Kunstwerks. Die Berichte zu dieser möglicherweise gründlichsten „Inspektion“ dieses Kunstwerks basieren auf Erkenntnissen namhafter Fachleute und den Ergebnissen zuvor nicht vorhandener technischer Untersuchungsmöglichkeiten. Die Vollständigkeit der Berichte erfasst die Entstehung des Werkes, aber auch die Veränderungen desselben, die in mehreren Epochen vorgenommen wurden. Sie sind auch in der Chronologie nachvollziehbar und schlüssig dargestellt.

## Skulpturenensemble der Spätgotik

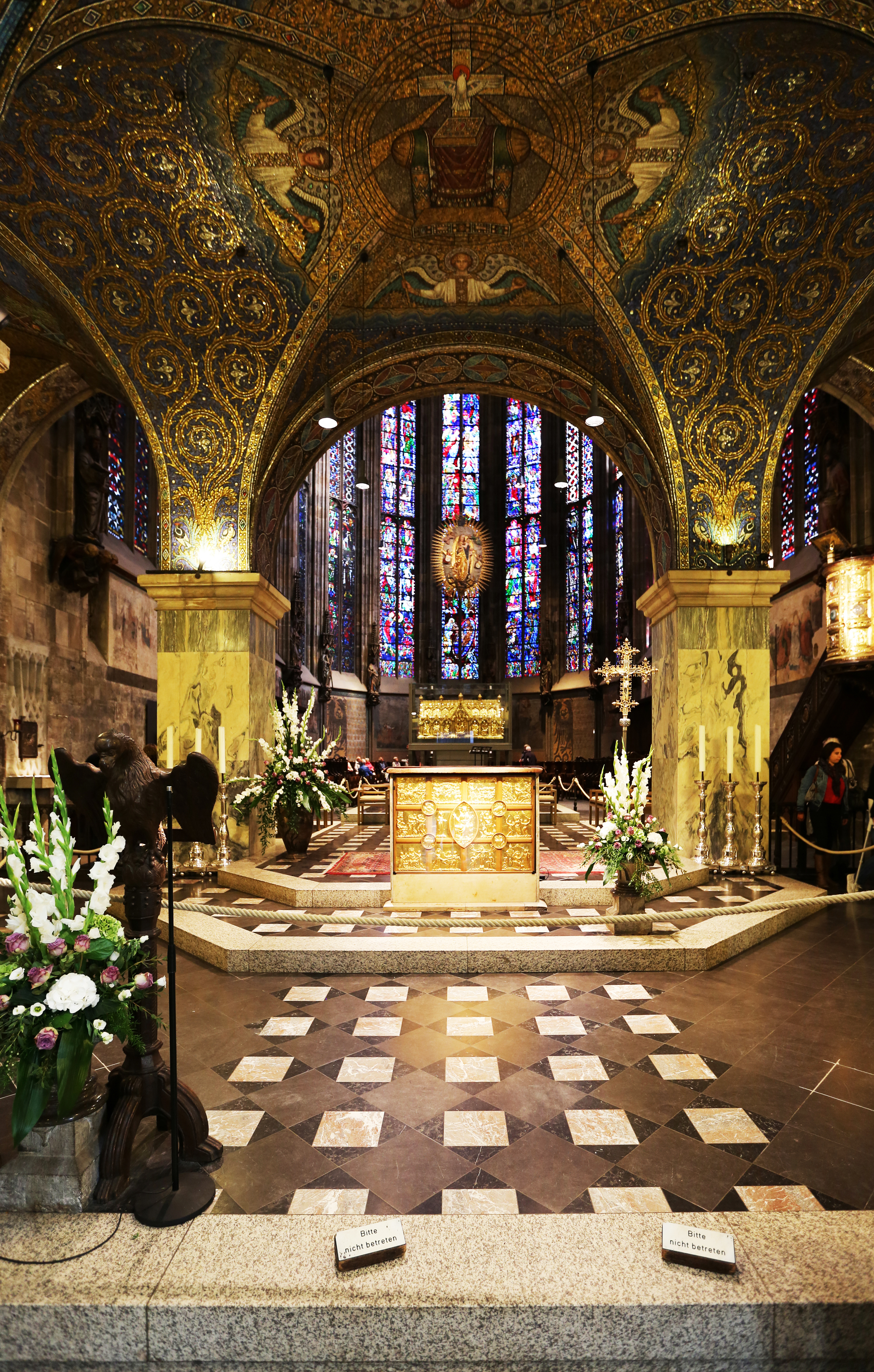
Schwebende Strahlenkranzmadonna

Steffeswerts Kunstwerk wurde wahrscheinlich zu Anfang als „Rosenkranzmadonna“ bezeichnet oder man sprach zeitgemäß schlicht vom Bildnis Unserer Lieben Frau. Unter den in der christlichen Ikonografie üblichen Namen verbirgt sich im Aachener Fall ein Ensemble kunstvoller Schnitzereien aus Eichenholz, hinter denen der Künstler sein Meisterzeichen – ein in schwarzer Farbe gepinseltes A – an diversen Stellen der vorderen Madonna anbrachte. Diese Signatur, aber auch eingestanzte römische Zahlen, fanden sich sowohl bei den wappentragenden, voll ausgeformten Engeln, wie auch bei vielen anderen Werken Steffeswerts. Sie belegen bei den einzelnen Teilen des Ensembles deren zusammenhängende Entstehung und erhärten zusätzlich die bei einer dendrochronologischen Untersuchung des Holzmateriales getroffene zeitliche Einordnung des Werks.

### Maße und Fertigung
Die Abmessungen des Ensembles, inklusive Wolkenumrandung und Strahlenkranz, werden mit 286 × 223 cm angegeben, wobei die Größe der Madonnen mit einer Höhe von 172 cm je Figur angegeben wird. Daher sind die Maße der Engelsfiguren aus einem Vergleich der Körperproportionen zu ersehen. Die bei Untersuchungen entdeckten großen Bohrungen an den Kalotten der Kopfpartien und die kleineren Löcher im Bereich der Standflächen, die typischerweise ein Doppeldorn hinterlässt, konnten an sechs der sieben Figuren des Ensembles festgestellt werden. Die Anzahl und Platzierung dieser Bohrlöcher belegt, dass alle Werkstücke für den Schnitzvorgang in einer Werkbank eingespannt worden waren. Einige von ihnen wiederholt, wohl um das Werkstück etwas zu drehen, und so weist die Vorderseitenmadonna sogar einen Versatz um mehrere Zentimeter auf. Allen Figuren war gemeinsam, dass erst zu einem späteren Zeitpunkt noch fehlende Extremitäten stumpf angesetzt wurden, deren vorbereitete Leimstellen sich in Vertiefungen oder Faltenwürfen verbargen und dort teilweise verschraubt oder festgedübelt wurden. Die Figuren der Madonnen wurden im Gegensatz zu einem Teil der Engel nur im Sichtbereich modelliert, sodass ihre jeweilige Rückenpartie vorerst völlig flach blieb, waren aber, um Rissbildungen zu vermeiden, schon früh bis auf einen umlaufenden Rand von etwa 8 cm mit Hilfe von Hohleisen oder Dachsbeil ausgehöhlt worden. Damit konnten die zwei etwa lebensgroßen Madonnenbildnisse, die in der Art eines Hochreliefs ausgeführt worden waren, als Schalen leicht durch eine eiserne Lasche miteinander verbunden werden und wiesen dann mit Vorder- und Rückseite in eine gewünschte Richtung. Dies geschah mit Hilfe eines im Gewölbe befestigten Gestänges, dessen Anfertigung ebenfalls der spätgotischen Zeit angehört.

### Material und Datierung

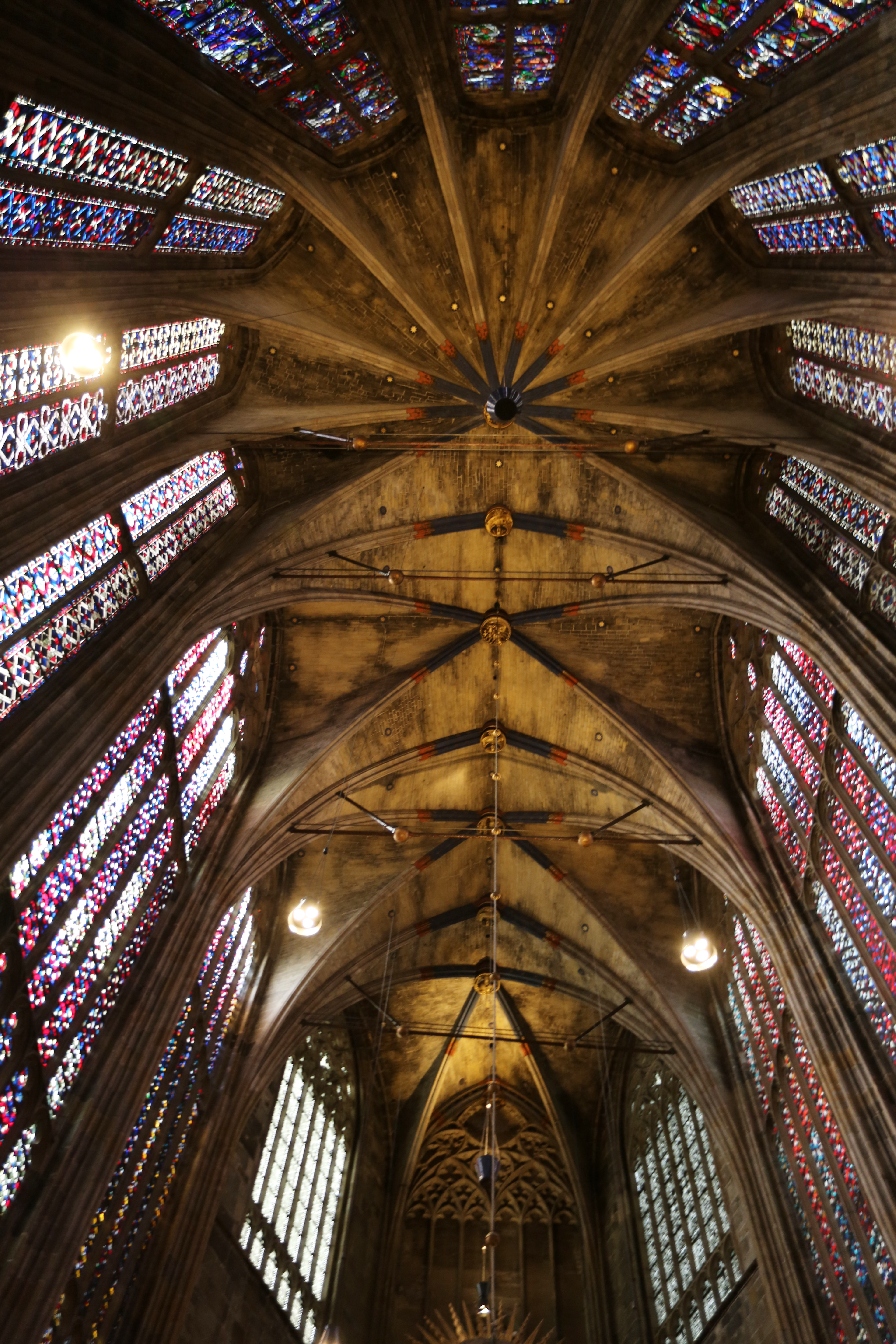
Chorgewölbe und das Gestänge der Aufhängung in voller Länge

Als verwendetes Holzmaterial aller Skulpturen des Ensembles wurde Eiche festgestellt, wobei dendrochronologische Untersuchungen eines beauftragten Institutes der Universität Hamburg ergaben, dass der im westdeutschen Raum gefällte Baumstamm frühestens um 1489 geschlagen wurde. Eine geringe Zeitabweichung auf ein späteres Fälljahr wurde aber nicht ausgeschlossen, da die Jahresringe des Baumstammes – dessen Durchmesser auf 80 cm geschätzt wurde – nicht alle erfasst werden konnten. Festgestellt wurde zudem, dass die Auswahl der zu verarbeitenden Werkblöcke im Faserverlauf eine gleichmäßige Richtung hatten, die sich über die erforderliche Länge der jeweiligen Skulptur erstreckte. Steffeswert verwandte nach Ansicht der Experten ausschließlich gutes Holzmaterial, eine Verarbeitung von Splintholz war nicht nachweisbar.
Auch die Aufhängung des Bildwerks, ein aus mehreren Segmenten bestehendes, im Chorgewölbe verankertes Eisengestänge, dessen Starrheit durch die in vergoldeten Hohlkugeln aus getriebenem Messingblech verborgenen Gelenke abgemildert wurde, war im Wesentlichen ursprünglich. Das verwendeten Material und gute handwerkliche Arbeit überdauerten nicht nur Jahrhunderte, sondern auch den Aachener Stadtbrand von 1656.

### Stadtbrand und Verfall des Münsters
Die Schaffung der Strahlenkranzmadonna fiel in eine erneute Blütezeit des Wallfahrtwesens, die durch die Krönung  Karls V. im Jahr 1520 ausgelöst worden war. Der Stadtbrand von 1656 mit seinen Zerstörungen, der auch die Chorhalle stark schädigte (und auch einzelne Details der Figurengruppe vernichtete) und die 1562 nach Frankfurt verlegten  Krönungen, bewirkten ein Versiegen des Pilgerstromes und zugleich einen Bedeutungsverlust für das Münster und die Stadt. Der Wegfall des bisherigen Pilgeraufkommens und die dadurch versiegenden Geldquellen wirkten sich äußerst negativ auf die Bauunterhaltung des Münsters aus. So hatten sich auch statische Mängel bei den Strebepfeilern eingestellt, die 1666 zu einem Riss des über dem Chorpolygon befindlichen Gewölbebogens führten. Ob bereits zehn Jahre zuvor bei den Brandschäden oder nun – ohne das Eigengewicht des Gestänges zu berücksichtigen – das etwa 150 kg schwere Bildwerk Steffeswerts abstürzte oder abgenommen wurde, ist nicht bekannt. Schäden eines Absturzes, dessen Spuren man auch heute noch hätte nachweisen können, waren nicht festzustellen. Über den Verbleib des Kunstwerkes, bis zu seiner Restaurierung im Jahr 1685, ist nichts bekannt.

### Veränderungen 1685

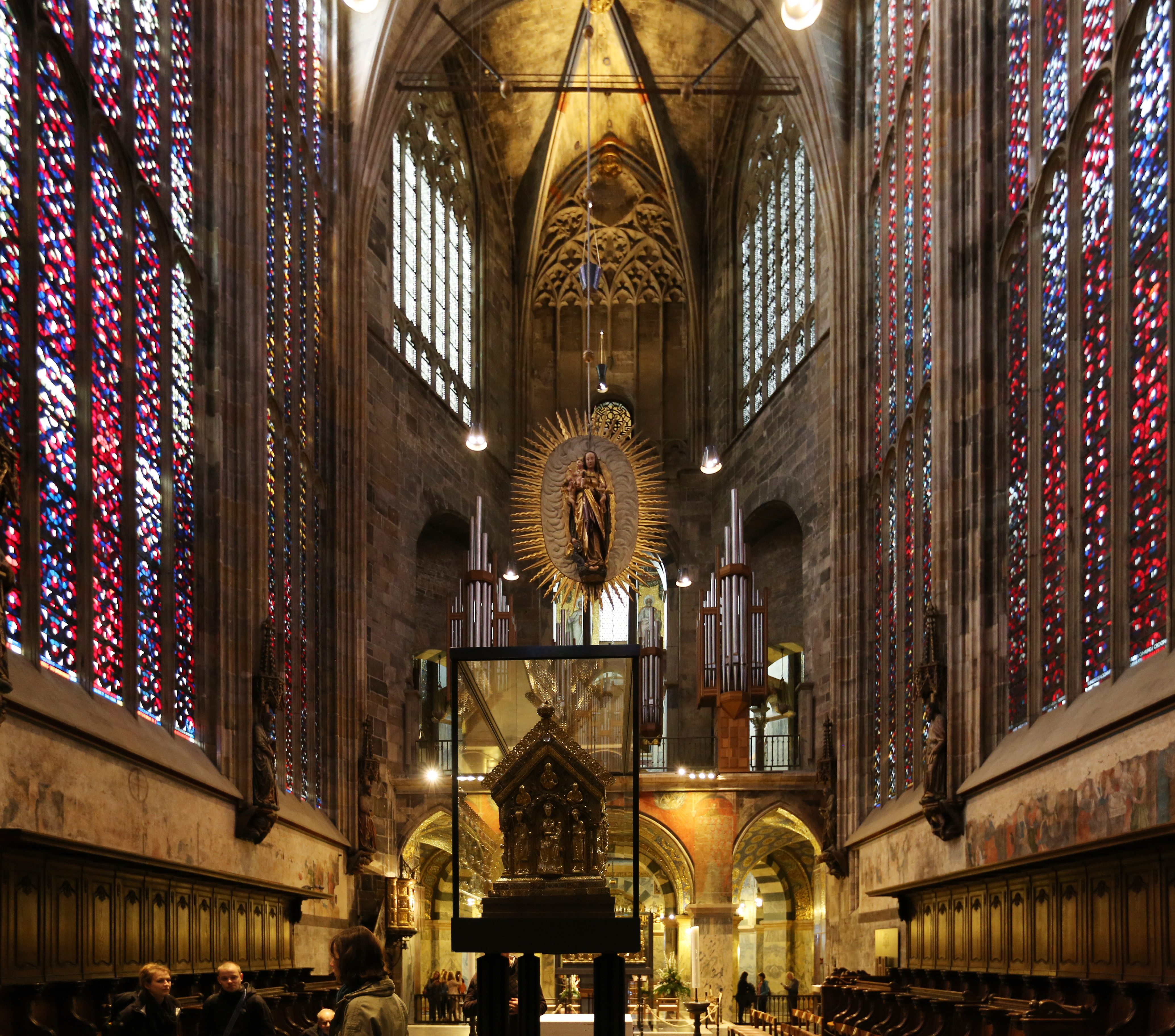
Das Bildnis von Osten in Richtung Westarkade

Bei den jüngsten Untersuchungen des Kunstwerks konnten an einzelnen Skulpturen Abschnitzungen, geglättete Partien, Kerben, Bohrungen, weggebrochene Dübel, ehemalige Nagelungsspuren und schwarze Farbmarkierungen festgestellt werden, die ohne Bezug zum 1685 geschaffenen Arrangement, also sinnlos waren. Die Fachleute führten diese Spuren daher auf die Entstehungszeit der ursprünglichen Zusammenstellung zurück. Nach dieser Erkenntnis und der von Noppius hinterlassenen Beschreibung, die zusätzliche Figuren der Madonnen angab, geht man davon aus, dass Teile des ursprünglichen Ensembles verloren sind. Vernichtet waren auch große Bereiche aus bemaltem Pressbrokat in der Gewandung, die bis zum Klebgrund verschwunden und zu ersetzen waren.

Die Schriftrolle des oberen Engels am Wolkenkranz und die Schilde des unteren Engelpaares erhielten nachträglich eine Inschrift, die in frühhumanistischen Kapitalis ausgeführt wurde. Die drei Textteile: 

„Deo / Angelis / et hominibus“

 ergeben in der Übersetzung die Lobpreisung Der Gottesmutter „Auserwählt durch Gott vor Engeln und Menschen“.
Es wurden noch einige weitere Veränderungen des Urzustandes festgestellt, die Rückschlüsse auf die Anordnung der mittelalterlichen Figurengruppe zulassen. So zierten die fünf Engel, von denen zwei rundum plastisch ausgearbeitet wurden (wohl die untersten, die dem Betrachter am nächsten waren), mit großer Wahrscheinlichkeit schon immer das vordere Madonnenbildnis. Allerdings weisen diverse ehemalige Befestigungsspuren (wiederum leere Nagellöcher, Dübelspuren und im Holz festgestellte Abdrücke von verwendeten Flacheisenverbindungen) darauf hin, dass die heutige Platzierung der Engel ehemals auch eine wesentlich andere gewesen sein könnte. Darüber hinaus erhielten sie nun Flügel aus Pappelholz und Attribute. Das Zepter des oberen linken Engels entstammt dem 17. Jahrhundert, aber die vom rechten oberen Engel gehaltene Krone ist nach der Erkenntnis der jüngsten Untersuchung ein Werk der Ergänzung von 1821/25.
Auch eine aus Gewicht einsparendem Pappelholz gefertigte Befestigungsplatte, oval geformt und vergoldet, ist eine Arbeit der ersten bekannten Restaurierung im Jahr 1685, die rundum im Wechsel mit gerade und gewellten Strahlen befestigt wurden. Dabei wurde die bisherige Gloriole, deren Befestigung zahlreiche Nagelspuren am geglätteten Rückenrand der Madonna hinterließ, nun auf der Grundplatte befestigt, aber sonst nur unwesentlich verändert. Die Marienfiguren wurden auf beiden Seiten von blaugefärbten Wolkenkränzen umgeben, die sich der äußeren Umrandung anpassten. Für die Kranzumrandung verwandte man vorne Lindenholz und begnügte sich auf der Rückseite mit ausgeschnittenem, schlichtem Brettmaterial in der Art der Grundplatte. Die Vorderseite erhielt zudem eine plastisch geformte goldene Mondsichel, um die sich eine blaugefärbte Schlange windet, die zusätzlich rote Punkte erhielt. Den unteren Abschluss der vorderen Seite bildet ein bekröntes Stiftswappen, auf dessen Rückseite der Beleg für das Restaurierungsjahr des Kunstwerks gefunden wurde. Der damalige Restaurator hinterließ eine Inschrift mit dem Vermerk „Renovatum 1685“. Bei dem so geschaffenen Arrangement wurden Schäden des Ensembles notwendigerweise behoben. Die vorgenommenen Veränderungen trafen zwar den barocken Geschmack der Zeit, entsprachen aber nicht mehr den Vorstellungen des Künstlers. Seit den barocken Bearbeitungen folgten weitere Restaurierungen, die sich zumeist in Veränderungen der farblichen Fassung zeigten.

### Veränderungen 1782/1821–1825
Die der Barockisierung folgenden Änderungen führten eine Neufassung durch, die sich im Wesentlichen auf die Farben Gold und Weiß konzentrierte, um sich damit den weißgoldenen Stuckarbeiten des Innenraums anzupassen. Es wurden aber einige Dinge in der Fassung von 1685 belassen. Offenbar wurden im ersten Viertel des 19. Jahrhunderts nur kleine Arbeiten ausgeführt. Dazu gehören Arbeiten an den Engelflügeln und an der Krone in den Händen des schon erwähnten Engels. Von einer Beeinträchtigung des Madonnenensembles während der französischen Herrschaft, wurde nicht berichtet.

### Neufassung des Jahres 1849
Diese Bearbeitung wurde als Überfassung (Übermalung) bezeichnet, und deren Resultat wird aus heutiger Sicht stark kritisiert. Sie fand 1849 unter der Leitung von Regierungs- und Baurat Theodor August Stein statt, der als Restauratoren die Maler Thomas und Bein beauftragte, die dann ein Pentimenti durchführten. Zwar entsprachen ihre Arbeiten mit der Farbgebung dem zeitgenössischen Geschmack, aber hinsichtlich ihrer gestalterischen und technischen Qualität sollen sie dem Wert des Ensembles nicht gerecht geworden sein.

### Ausbesserungen der Jahre 1916–1922
Noch während des Ersten Weltkrieges im Oktober des Jahres 1916 begannen Sanierungsarbeiten der Chorhalle des Aachener Domes. Die Arbeiten im Chor befassten sich auch mit dessen Gewölbe. Anton Bardenhewer vergoldete die Schlusssteine, und die sich anschließenden Rippenansätze erhielten auf einer Länge von 2,50 m eine Neufassung in den Farben Blau, Rot und Gold. Er passte sie so dem Muster gotischer Kathedralen Frankreichs an.
Vorsichtshalber war für die Zeit dieser Arbeiten, die auch Dombaumeister Joseph Buchkremer zu Studien nutzte, die Figurengruppe abgehängt worden. Die Gelegenheit bot sich an, auch eine Restaurierung des Ensembles durchzuführen. Im Vergleich zu den vorhergehenden Restaurierungsarbeiten hatten die im Ersten Weltkrieg durchgeführten eine völlig andere Zielsetzung. Nun wurde versucht, einen Zustand des Kunstwerks herbeizuführen, den man für „dem Original entsprechend“ erachtete. Die dann bis 1922 erzielten Ergebnisse werden heute als misslungen angesehen.

### Zweiter Weltkrieg
Den Zweiten Weltkrieg überdauerte das Werk Steffeswerts unbeschadet. Es wurde vorsichtshalber rechtzeitig abgenommen und in Sicherheit gebracht. Lediglich den leeren Strahlenkranz hatte man an seinem Stammplatz im Chor des Aachener Domes belassen.

### Überprüfung nach Kriegsende
Nach der vorletzten größeren Untersuchung des Kunstwerks im Jahr 1946 fanden nur kleinere Arbeiten statt, wie z. B. Verleimungen an einigen Engelflügeln, Farberneuerungen an Stellen der äußeren Madonnenmäntel und Sicherung der Wolkenfassung mit einem farblosen Bindemittel.

### Präsentation in der Domschatzkammer
Die zu Anfang erwähnten Restaurierungen von 1996 bis 1998 schlossen mit einer Ausstellung im Jahr 1998, bei der alle restaurierten Figuren des Ensembles der Öffentlichkeit in der Schatzkammer des Aachener Doms gezeigt wurden. Begleitend zur Ausstellung erschien im gleichen Jahr der unten angegebene Katalog.